# Krzysztof Pałac
Krzysztof Pałac (ur. 15 lipca 1962 w Nowym Sączu, zm. 16 marca 1996) – filolog polski, pracownik naukowo-dydaktyczny Wyższej Szkoły Pedagogicznej w Krakowie.
Był synem Czesława i Eugenii z domu Szczygieł; ojciec pracował jako mistrz produkcji w Zakładach Taboru Kolejowego w Nowym Sączu, matka była księgową. Krzysztof Pałac ukończył Szkołę Podstawową im. Mikołaja Kopernika w Nowym Sączu, następnie tamtejsze I Liceum Ogólnokształcące im. Jana Długosza, gdzie był uczniem w klasie o profilu humanistycznym. Uczęszczał jednocześnie do szkoły muzycznej. W 1981 złożył egzamin dojrzałości i rozpoczął studia z filologii polskiej w krakowskiej Wyższej Szkole Pedagogicznej (dodatkowo uczęszczał na wykłady z filozofii na Uniwersytecie Jagiellońskim). Pracę magisterską Poetyckie reminiscencje podróży do Włoch w dobie polskiego Odrodzenia wykonał pod kierunkiem Jana Okonia i obronił z wyróżnieniem w 1987.
Po studiach odbył służbę wojskową i w październiku 1988 podjął pracę w Instytucie Filologii Polskiej Wyższej Szkoły Pedagogicznej w Krakowie w charakterze asystenta. Prowadził zajęcia z literatury staropolskiej, literatury antycznej, poetyki. Cieszył się opinią dobrego dydaktyka i uznaniem studentów. Sprawował opiekę nad grupą polonijną z Grodna. W krakowskim Ośrodku Doskonalenia Nauczycieli głosił w marcu 1993 prelekcję na temat analizy retorycznej tekstów staropolskich w programie szkoły średniej.
Pałac ogłosił m.in. artykuły Jana Morsztyna zabawa z mitologią ("Filomata", 1992, nr 408), Przybysz wśród znaków – Jarosława Marka Rymkiewicza rozmowy ze śmiercią (w zbiorze Poezja w szkole średniej pod redakcją Elżbiety Kram-Mikoś, Warszawa 1995), a także kilka recenzji (dzieła Literatura polska i jej związki z Włochami Giovanniego Mavera, "Ruch Literacki]", 1991, nr 1/2; pracy La Baroque en Pologne et en Europe Marii Delaperriere, "Ruch Literacki", 1991, nr 3). Współpracował z redakcjami wydawnictw biograficznych.
Długa i ciężka choroba nie pozwoliła mu sfinalizować prac nad rozprawą doktorską Sen w poezji polskiego baroku, przygotowywaną pod kierunkiem prof. Jana Okonia. Zmarł 16 marca 1996, pochowany został w Tarnobrzegu. Był żonaty (żona Krystyna Sadura, od 1985), miał syna Karola.